# Luitgard von Schwaben
Luitgard von Schwaben (* nach 1135; † nach 1155) soll eine Tochter von Herzog Friedrich II. von Schwaben und der Agnes von Saarbrücken gewesen sein.